# 한중일 3국 바둑명인페어대회
루양배 한중일 3국 바둑명인페어대회(중국어: 庐阳杯中日韩三国围棋名人混双赛)는 한중일을 대표하는 페어팀이 출전해 토너먼트로 순위 경쟁을 벌이는 바둑 대회이다. 한국에서는 SG배 페어바둑최강전 우승팀에게 출전권을 부여하며, 중국은 이광배 페어전 우승팀, 일본은 일본 페어전 우승팀이 참가한다.

## 상금
- 우승 20만위안(약 3500만원), 준우승 15만위안(약 2700만원).

## 대국규정
- 덤은 중국룰에 따라 7집반, 제한시간 1시간(초읽기 1분 1회).
- 1회 대회는 '역시드 토너먼트' 방식을 채택했다. 추첨을 통해 중국이 부전승을 받았고, 1회전에서 대결한 한국과 일본의 패자와 중국이 2회전에서 대결했다. 1회전에서 한국이 승리해 2회전에서는 중국과 일본이 맞붙었고 결국 중국이 승리해 한중이 결승전을 펼쳤다. 2패를 안은 일본은 3위를 기록했다.
- 2회 대회부터 전기우승자 팀이 참가하여, 추첨을 통한 4개 팀의 토너먼트 방식으로 변경되었다.
- 4회 대회부터 한,중,일 3국에서 와일드카드 팀을 추가로 선발하여, 8개팀의 토너먼트 방식으로 변경되었다.

## 대회결과
| 회수 | 연도 | 우승                          | 준우승                                |
| ---- | ---- | ----------------------------- | ------------------------------------- |
| 1    | 2013 | 창하오 九단 · 왕천싱 五단     | 유창혁 九단 · 최정 三단               |
| 2    | 2014 | 위빈 九단 · 루이나이웨이 九단 | 이야마 유타 九단 · 야시로 구미코 五단 |
| 3    | 2015 | 위빈 九단 · 루이나이웨이 九단 | 최원용 七단 · 권주리 아마             |
| 4    | 2016 | 탕웨이싱 九단 · 위즈잉 五단   | 이창호 九단 · 권효진 六단             |
| 5    | 2017 | 조한승 九단 · 최정 七단       | 이창호 九단 · 오유진 五단             |
| 6    | 2018 | 미위팅 九단 · 위즈잉 六단     | 롄샤오 九단 · 가오싱 四단             |
| 7    | 2019 | 판팅위 九단 · 왕천싱 五단     | 스웨 九단 · 왕솽 四단                 |
| 8    | 2024 | 박정환 九단 · 최정 九단       | 리쉬안하오 九단 · 리허 五단           |